# Pietro Raimondi

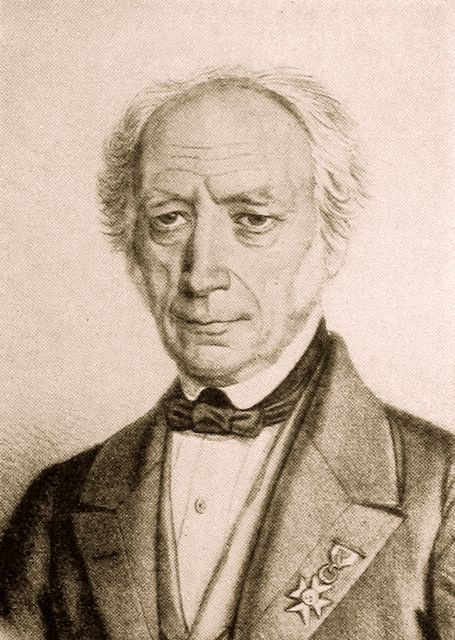
Pietro Raimondi

Pietro Raimondi (* 20. Dezember 1786 in Rom; † 30. Oktober 1853 ebenda) war ein italienischer Komponist und Musikpädagoge.

## Leben und Wirken
Raimondi, ein Kind aus armen Verhältnissen, wurde von seiner verwitweten Mutter der Obhut einer vermögenden Tante übergeben, die ihn ans Konservatorium in Neapel schickte, wo er ein begeisterter Kontrapunkt-Schüler von Giacomo Tritto war. Nach sechs Jahren entzog ihm seine Tante ihre Unterstützung, und Raimondi kehrte zu seiner Mutter nach Genua zurück, wo er einige Opern schrieb. 1811 kehrte er nach Neapel zurück, wo fast sämtliche der rund 40 Opern, die er in den folgenden 30 Jahren schrieb, ihre erste und oftmals einzige Aufführung erlebten. 1824 wurde er zum Musikdirektor des Königlichen Theaters in Neapel (Teatro San Carlo) ernannt. Ein Jahr später, nach dem Tod von Tritto, wurde er zusammen mit Francesco Ruggi dessen Nachfolger als Kontrapunktlehrer am Konservatorium Neapel. 1833 wurde er Dozent für Kontrapunkt und Direktor des Konservatoriums Palermo. 1834 nannte ihn Giovanni Pacini „den berühmtesten Kontrapunktisten unserer Zeit“. Trotzdem war er in Sizilien nicht glücklich und bewarb sich erfolglos um Stellen in größeren Musikzentren (Paris, Mailand, Dresden). Seine Opern waren noch im Stil der neapolitanischen Schule geschrieben und galten deshalb als altmodisch, da die Entwicklung seit Rossini andere Wege genommen hatte.
Seit den 1820er Jahren spezialisierte sich Raimondi als Fugenkomponist. Er schrieb bis zu sechs Fugen, die sowohl unabhängig voneinander als auch gleichzeitig aufgeführt werden konnten. 1836 wurde in Palermo eine Messe aufgeführt, die aus zwei achtstimmigen Messen bestand, ebenfalls unabhängig voneinander wie auch gleichzeitig aufführbar. Ein weiterer Schritt waren die drei Oratorien Putifar, Giuseppe und Giacobbe, die er 1847–48 komponierte. Am 7. August 1852 wurden sie im Teatro Argentina in Rom mit 430 Mitwirkenden in einem Konzert aufgeführt, das sechs Stunden dauerte. Die aufeinander folgende Aufführung der einzelnen Oratorien stand unter der Leitung verschiedener Dirigenten, Raimondi übernahm die abschließende gleichzeitige Aufführung aller drei Oratorien. Vom Klangeindruck war er so überwältigt, dass er am Schluss der Aufführung in Ohnmacht fiel. Als Berühmtheit wurde er nun vom Papst empfangen, erhielt eine Goldmedaille und im Dezember 1852 eine Anstellung als Chormeister der Cappella Giulia am Petersdom, die er jedoch nur einige Monate ausüben konnte, bevor er unheilbar krank wurde. Die Orchestrierung seiner Opera seria Adelasia und seiner Opera buffa I quattro rustici blieb unvollendet. Es war beabsichtigt, diese beiden Werke auf einer geteilten Bühne gleichzeitig aufzuführen. Die Orchestrierung wurde von seinem Lieblingsschüler Pietro Platania fertiggestellt, jedoch niemals aufgeführt.